# Estelionato
La doctrina en general define al estelionato  como el fraude o al engaño en los contratos. Es el acto, también, de ceder, vender o empeñar una cosa ya cedida, vendida o empeñada, como ocultación dolosa del acto jurídico anterior, llevados a cabo por una misma persona. Asimismo como el despojo injusto de la propiedad ajena a cualquier engaño, sin otro nombre determinado, en convenciones y actos jurídicos.
Asimismo la agravante de haber gravado, como bienes libres, los que ya están vendidos con anticipación, tratándolos como propios cuando en la práctica ya son ajenos.

## Perú
En el Perú, dicho delito se encuentra tipificado en el artículo 197 inciso 4 del Código Penal y es muy común su práctica por parte de inescrupulosos empresarios inmobiliarios que vuelven a vender lo ya vendido, y muchas veces el Ministerio Público no considera delito dicho acto declarando no ha lugar a la formalización de la denuncia penal, por considerarlo erróneamente que corresponde al ámbito civil, por cuanto obviamente deriva de una relación contractual.

## Argentina
En el Código Penal Argentino se encuentra tipificado en el Art. 173 inciso 9.º: El que vendiere o gravare como bienes libres, los que fueren litigiosos o estuvieren embargados o gravados; y el que vendiere, gravare o arrendare como propios, bienes ajenos.